# Dotillidae
Dotillidae – rodzina krabów, zawierająca 59 gatunków zaliczanych do następujących 9 rodzajów:
- Dotilla Stimpson, 1858
- Dotilloplax Tweedie, 1950
- Dotillopsis Kemp, 1919
- Ilyoplax Stimpson, 1858
- Potamocypoda Tweedie, 1938
- Pseudogelasimus Tweedie, 1937
- Scopimera De Haan, 1835
- Shenius Serène, 1971
- Tmethypocoelis Koelbel, 1897